# Clinton Joseph Davisson
Clinton Joseph Davisson (Bloomington, Illinois, EUA, 22 d'octubre de 1881 – Charlottesville, Virgínia, 1 de febrer de 1958) fou un físic estatunidenc guardonat l'any 1937 amb el Premi Nobel de Física. Va compartir el premi amb George Paget Thomson qui també havia descobert, al mateix temps, la difracció dels electrons de manera indepèndent. Era nebot del físic i Premi Nobel Owen Willans Richardson.

## Biografia
Davisson va néixer a Bloomington, Illinois. L'any 1902 es va graduar de Bloomington High School i va entrar a la Universitat de Chicago amb una beca. El 1905, per recomanació de Robert A. Millikan, Davisson va ser contractat per la Universitat de Princeton com a professor de Física. Va completar els requisits per a la seva graduació a Chicago el 1908, principalment treballant en els estius. Mentre ensenyava a Princeton, va fer la seva tesi doctoral amb Owen Richardson. Va rebre el seu doctorat en Física a Princeton el 1911 i el mateix any es va casar amb Charlotte, la germana de Richardson.
A continuació Davisson va ser designat professor ajudant a l'Institut Carnegie de Tecnologia. El 1917 es va prendre una llicència de l'Institut Carnegie per fer la recerca relacionada amb la guerra amb el Departament d'Enginyeria de la Western Electric Company (més tard Bell Telephone Laboratories). Al final de la guerra, Davisson va acceptar un lloc permanent a Western Electric després de rebre garanties de llibertat per fer recerca bàsica. Havia descobert que les seves responsabilitats per l'ensenyament a l'Institut Carnegie li impedien en gran part fer investigació. Davisson es va mantenir en la Western Electric fins al seu retir formal l'any 1946. Després va acceptar ser professor d'investigació a la Universitat de Virgínia on va continuar fins al seu segon retir el 1954.
L'any 1937 fou guardonat amb el Premi Nobel de Física, juntament amb George Paget Thomson, «pel descobriment de la difracció d'electrons en cristalls i la demostració de les seves propietats ondulatòries».

## Recerca científica

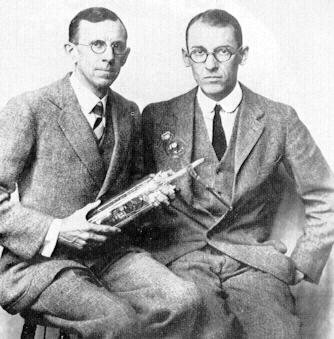
Clinton Joseph Davisson (esquerra) al costat de Lester Halbert Germer

És conegut per les investigacions que conduí en els camps de l'electricitat, el magnetisme i l'energia radiant. De 1916 a 1946, va treballar en el departament tècnic dels Telephone Bell Laboratories. L'any 1927, en col·laboració amb Lester Halbert Germer, va descobrir la difracció dels electrons pels cossos cristal·lins (experiment de Davisson-Germer), que va servir per confirmar experimentalment les prediccions de la mecànica quàntica, en la formulació d'Erwin Schrödinger com a «mecànica ondulatòria». Aquest experiment de Davisson-Germer va confirmar la hipòtesi de De Broglie que les partícules de la matèria tenen també una naturalesa d'ona, que és un principi fonamental de la mecànica quàntica. En particular, l'observació de la difracció va permetre el primer mesurament d'una longitud d'ona per als electrons. La longitud d'ona λ mesurada concorda amb l'equació de De Broglie λ = h/p, on h és la constant de Planck i p el moment de l'electró.